# Северодвинск
Северодвинск (рус. Северодвинск) је град на северу Архангељске области, у Русији, који се налази у делти реке Сејверна Двина, 35 km (22 mi) западно од Архангељска, и то је административни центар те области. Према попису становништва из 2010. године, укупан број становништво је 192.353. Због присуства важног војног бродоградилишта (специјализоване за подморнице из совјетског периода), Северодвинск је град у коме је забрањен приступ страним држављанима. Да би се посетио, потребна је посебна дозвола.

## Клима
| Клима Severodvinsk | Клима Severodvinsk | Клима Severodvinsk | Клима Severodvinsk | Клима Severodvinsk | Клима Severodvinsk | Клима Severodvinsk | Клима Severodvinsk | Клима Severodvinsk | Клима Severodvinsk | Клима Severodvinsk | Клима Severodvinsk | Клима Severodvinsk | Клима Severodvinsk |
| Показатељ \ Месец  | .Јан.              | .Феб.              | .Мар.              | .Апр.              | .Мај.              | .Јун.              | .Јул.              | .Авг.              | .Сеп.              | .Окт.              | .Нов.              | .Дец.              | .Год.              |
| ------------------ | ------------------ | ------------------ | ------------------ | ------------------ | ------------------ | ------------------ | ------------------ | ------------------ | ------------------ | ------------------ | ------------------ | ------------------ | ------------------ |
| Максимум, °C (°F)  | −9,6 (14,7)        | −8,3 (17,1)        | −2,9 (26,8)        | 4,1 (39,4)         | 10,8 (51,4)        | 17,6 (63,7)        | 20,9 (69,6)        | 18,3 (64,9)        | 11,5 (52,7)        | 3,9 (39)           | −2,2 (28)          | −6,6 (20,1)        | 4,8 (40,6)         |
| Просек, °C (°F)    | −14,5 (5,9)        | −12,2 (10)         | −6,3 (20,7)        | −0,2 (31,6)        | 6,5 (43,7)         | 12,6 (54,7)        | 15,8 (60,4)        | 13,2 (55,8)        | 7,8 (46)           | 1,6 (34,9)         | −4,5 (23,9)        | −10,3 (13,5)       | 0,8 (33,4)         |
| Минимум, °C (°F)   | −16,6 (2,1)        | −15,6 (3,9)        | −11,7 (10,9)       | −4,6 (23,7)        | 1,9 (35,4)         | 7,9 (46,2)         | 11,2 (52,2)        | 9,8 (49,6)         | 5,2 (41,4)         | −0,6 (30,9)        | −7,2 (19)          | −13,2 (8,2)        | −2,7 (27,1)        |
| Дани са падавинама | 21                 | 19                 | 19                 | 16                 | 15                 | 15                 | 13                 | 16                 | 16                 | 21                 | 22                 | 24                 | 217                |
| Извор: pogoda.ru   |                    |                    |                    |                    |                    |                    |                    |                    |                    |                    |                    |                    |                    |

## Историја

### Пре 20. века
Викинзи су истраживали територије око реке Сјеверне Двина - део Бјармаланда - на почетку првог миленијума. Британски и Нормански бродови су дошли на та места због рударства, крзна и пецања пре 13. века, али касније клима је постала хладнија и приступ северним морем је постао затворен. 
Историјски подаци прво помињу насеље на месту модерног Северодвинска 1419. године, када су Швеђани отпловили у залив и спалили Николо-Корелски манастир који се налазио код обале током шведско-новгородских ратова. Традиција каже да је Свети Еуфемиј, Руски православни светац у Карелији основао овај манастир. Опатија је стајала у рушевинама до 1471. године, када су два сина Марфа Боретског умрла у окрутној олуји; Њихова тела су обновљена на плажи код манастира дванаест дана касније. На позив Боретског, манастир је обновљен и тамо су му сахрањени синови.
Дана 24. августа 1553. године, брод канцелара Ричарда Чанселора стигао је до села-рударског насеља Ненокса, које је и даље познато по својој традиционалној дрвној архитектури. Британски једриличари посетили су манастир Николо-Корелски, где су били изненађени што су пронашли заједницу "морнара у мантијама" који су великодушно пристали да сместе неколико бродова.  Главна црква ове изузетне патријаршије посвећена је Св. Николи, свецу морнара; према томе, цело Бело море постало је познато у енглеским мапама из 16. века као "Залив Св. Николе". Крајем 1613. године, током Смутног времена у Русији, пољско-литвански вагабунд, Лисовзици, заробили су и опљачкали Северодвинск са манастиром.
Николо-Корелски манастир је процветао након оснивања Московске компаније, пошто је највећи део њихове трговине пролазио кроз локалну луку. У августу 1618. луку је посетио Џон Традесцант старији, који је водио истраживање острва прекопута манастира. Ово острво је Британцима познато као "острво Росе", јер је тамо трговачко тржиште нашло изузетно ретку биљку коју је назвао "Роса московита" коју су донели у Лондон.
Остаци грађевине манастира биле су конструисани на крају Велике московске кнежевине. Катедрала са пет кабинета Св. Николе изграђена је између 1670. и 1674. године, пред којом је претходила црква Узнесења (1664-1667), где је додата и галерија. Неколико деценија касније, зидови и куле су изграђени од дрвета; Совјети су превезли најбоље очуване од ових кула у Коломенско, Москва, где се и даље налази.

### Модерни град
Северодвинск је други по величини град у Аркхангелској области. Његова главна индустрија и даље остаје одбрамбена - изградња и поправак подморница у огромном предузећу СЕВМАШ. Прва атомска подморница Совјетске уније је саграђена овде 1957. године. Почетком 1980-их највећа подморница на свету, подморница класе акула, је такође овде саграђена, касније је ушла и у Гинисову књигу рекорда.
Модерни град Северодвинск развио се у совјетском периоду. Када је почео да се гради, имао је име "Судострој" (Судострой - "Бродоградња"). Добио је статус града 1938. и до 1957. године носио је назив  Молотовск  '(Молотовск), по Вјачеславу Молотову. 12. септембра 1957. године преименован је у Северодвинск (што значи "град Сјеверне Двине").
Током Другог светског рата значајан део материјала достављен за Совјетски Савез, дошао је од арктичких конвоја до Мурманска и Архангељска и био је истоваран у Северодвинску. На пример, "Емпире Елгар", британски теретни брод који је стигао у Архангељск са конвојем PQ-16, а потом је провео осам недеља истовараћи бродове из несрећног конвоја конвоја PQ-17
Руска поморска база подржава морска испитивања нуклеарних подморница из главне подморске градње - (64.5817 Н, 39.8307 Е) и ремонтних постројења које се налазе на том подручју. У совјетским временима зграде Николе-Корелског манастира из 17. века, лоциране на територији бродоградилишта, прилагођене су и користиле су се за потребе бродоградње. Последњих година обновљене су манастирске зграде, посебно главна црква. Црквени посетиоци на службама морају бити радници бродоградилишта или они који су у могућности да добију пропусницу да уђу у црквени део бродоградилишта.
Северодвинск је град у коме влада забрана приступа страним држављанима. Потребна им је посебна дозвола уколико желе да буду у граду Северодвинск.

## Становништво
Према прелиминарним подацима са пописа, у граду је 2010. живело 192.265 становника, 9.286 (4,61%) мање него 2002. године.
Од 1950. до 1990. године, високотехнолошка индустрија је створила потражњу за значајном количином квалификованих стручњака и радника који су подстакли раст броја становника. Од 1992. године становништво је опало због економске кризе и незапослености која је изазвала значајне миграције из града.
| 1939.  | 1959.  | 1970.   | 1979.   | 1989.   | 2002.   | 2010.   |
| ------ | ------ | ------- | ------- | ------- | ------- | ------- |
| 21.304 | 78.657 | 144.672 | 197.232 | 248.670 | 201.551 | 192.353 |

## Привреда

### Индустрија
Главна улога града била је и остала је производња и поправка подморница и војних бродова. Током Хладног рата, град је напредовао, али с падом и распадом Совјетског Савеза и крајем Хладног рата, градска индустрија је опала. Велика војна предузећа у граду преживеле су економске кризе деведесетих и прилагодиле су се новим економским условима. Северодвинск сада има највеће бродоградилиште у Русији за велике бродове (танкере, теретне бродове).

#### Велике војне фабрике
- СевМаш (СевМаш): основна линија пословања је изградња и поправка подморница и других поморских бродова, као и цивилних бродова и нафтне платформе.
- Звездочка (Звёздочка): Поправка подморница, војних и цивилних бродова, изградња нафтних платформи и фасетирање дијаманата.
- Северни Реид (Северный рейд): Производња морске опреме.
- Арктика (Арктика): Производња аутоматске опреме
- СевДорМаш (СевДорМаш): Производња опреме за изградњу путева и снега.

### Саобраћај
Северодвинск је терминална станица железничке пруге која се раздваја на станици Исакогорка са линијом која повезује Москву и Аркхангељск.
Пруга узаног колосека се 2010. године појавила у Форбесовом рангирању, као једна од 10 најлепших железничких рута на свету.

## Спорт
Постоји бенди клуб "Севмаш" . Учествовали су на бенди купу 2017. године.

## Социјална сфера

### Образовање
У граду постоје тридесет две школе, школа за хендикепирану децу, школа за сирочад и правна школа.

### Високошколске установе
У граду се налазе огранци следећих институција:
- Михаил Ломоносов Поморски државни универзитет
- Ст. Петерсбург државни поморско-технички универзитет
- Интернационални институт менаџмента
- Москва модерна хуманитарна академија
- Северозападна академија државне службе

### Споменици
У граду постоји око двадесетак споменика и меморијалних комплекса, укључујући:
- споменик који је изграђен у част градским градитељима на тргу Бродоградилишта (скулптура од 30 m);
- споменик реномираном руском научнику Михаилу Ломоносову, који је рођен у региону. Једна од главних улица града се зове по њему;
- градска капија, на путу из Аркхангелљска;
- споменик радницима из Другог светског рата.

### Културно наследство
Петнајст предмета у Северодвинску заштићени су као споменици културног наслеђа Шаблон:RKN base Нарочито, Нионокотски погост у селу Нионокса је заштићен као споменик архитектуре на савезном нивоу. Ово је један од ретких троструких дрвених црквених ансамбала који су преостали, који се састоје од две цркве (веће, без грејања, цркве која се користи током лета, и мање црква, са грејањем, која се користи током зиме) и звоника. Нионокса је такође био познат по производњи соли.
Поред тога, дрвено црквено васкрсење Христа, тренутно смештено на острву Јагри у северном делу Северодвинска, премештено је тамо деведесетих година и био је први верски објекат отворен у граду. Црква је саграђена крајем 19. века у селу Солза око 20 km (12 mi) од Северодвинска.
Камена црква Светог Николе налази се у источном делу СЕВМАШ бродоградилишта. Зграда цркве је последњи остатак манастира Св. Николе, који је служио као капија ходочасничком самостану на Соловетским острвима из 15. века.

## Град у култури
- Тајна подморнице К-19 филм
- Нуклеарна подводна епизода, филм Дискавери канала
- Документарни филм Александра Ипатова, "Северодвинск, поглед птица" (руски "Северодвинск, вид с высоты птичьего полёта")
- Седам дана (ТВ серија), Сезона 1, Епизода 13, "Последњи уздах"

## Значајни људи
- Полина Агафонова, руска личност која се бави уметничким клизањем, рођена је у Северодвинску 1996. године.
- Марина Освалд Портер, удовица Ли Харви Освалда, оптуженог за атентат на америчког председника Џона Кенедија 1963 године, рођена је у Молотовску 1941. године.[11]
- Олга Рукавишникова, совјетски спортиста која се углавном такмичила у женском пентатлонском догађају током своје каријере, рођена је у Молотовском 1955. године.
- Михаил Супрун, руски историчар и професор Поморског државног универзитета М. В. Ломоносов, рођен је у Молотовском 1955. године.

## Градови побратими
- Тираспољ
- Брјанск
- Мозир
- Суми
- Портсмут